# 여수 에이즈 사건
여수 에이즈 사건은 2002년 6월 전라남도 여수시에서 발생한 에이즈 성추문 사건이다. 에이즈 환자인 구모 씨(당시 28세, 여)는 에이즈에 걸린 사실을 알고도 남성과 성관계를 가졌다. 구모씨는 1991년 중학교를 졸업하자마자 가출해서 많은 남성과 성관계했고, 1995년에 결혼하고 1997년에 이혼해서 1998년에 경상북도 포항시 구룡포에서 일했다. 1998년 3월 부산광역시의 남자친구가 구모에게 에이즈를 퍼트렸고, 구모는 그 후 경상남도 김해시에서 다른 남자와 살다가 2000년부터 전라남도 여수시에서 수천 명의 남자에게 몸을 팔았다. 구모는 1998년 6월 부산광역시 북구 보건소에 에이즈 보균자로 등록되었지만, 등록 전이나 등록 후나 영남 지역에서 매춘 행위를 했었고, 1999년 7월에 두 번째 남편 박모와 결혼했지만, 2000년 10월 남편과 시아버지를 떠나서 여수에서 '솔이'라는 이름으로 일한 것이었다.
이 사건이 알려지고 여수시의 남성들은 자신들이 에이즈에 걸렸는지 의심하면서 검사를 받았다. 그들은 여수시 보건소에 에이즈 증상과 검사 절차를 문의하기도 하고 항의하기도 했다. 그렇지만 7132명 모두 음성으로 밝혀졌다.

## 기타
2003년 《KBS 드라마시티》는 이 사건을 모티브로 만든 단막극 '나의 그녀 이야기'를 방영했다. 2005년 이 사건을 모티브로 만든 영화 너는 내 운명이 개봉했다.
구모의 두 번째 남편 박모는 농촌 출신 총각이며 1998년 5월 부산의 후배에게 구모를 소개받아 같이 살다가 결혼했는데 혼인신고를 하고서 아내의 에이즈 감염을 알았다. 박모는 콘돔을 끼고 구모와 성관계를 가졌다. 이 사건이 터진 후 구모가 수감된 교도소로 매일 편지를 보내 주고받았고, 아내와 함께 보낸 신혼생활이 인생에서 가장 행복했다고 말할 만큼 아내를 사랑했다.
2009년 제천 에이즈 사건은 이 사건을 회자시켰다.

## 같이 보기
| - 대한민국의 HIV/AIDS - 제천 에이즈 사건 - 너는 내 운명 |